# Велике Лунави
Велике Лунави (пол. Wielkie Łunawy, нім. Groß Lunau) — село в Польщі, у гміні Хелмно Хелмінського повіту Куявсько-Поморського воєводства.
Населення — 205 осіб (2011).
У 1975-1998 роках село належало до Торунського воєводства.

## Демографія
Демографічна структура станом на 31 березня 2011 року:
|          | Загалом | Допрацездатний вік | Працездатний вік | Постпрацездатний вік |
| -------- | ------- | ------------------ | ---------------- | -------------------- |
| Чоловіки | 99      | 22                 | 72               | 5                    |
| Жінки    | 106     | 17                 | 69               | 20                   |
| Разом    | 205     | 39                 | 141              | 25                   |